# Зерби-мугам
Зерби-мугам (ритмический мугам; азерб. Zərbi muğam) — азербайджанский народный музыкальный жанр.
Возникновение и развитие зерби-мугамов связано с ансамблями сазандаров. В зерби-мугамах вокальная импровизация совершается на фоне регулярно повторяющихся ритмических фигур, а инструментальная композиция представляет собой основу композиции мелодии и определяет её метр и ритм. В тексте вокально-инструментальных зерби-мугамов используются газели поэтов-классиков, баяты и гошма. Хейраты, Симайи-шамс, Аразбары, Мани, Мансурия, Карабахская шикесте, Кесме шикесте, Ширванская шикесте, Афшари и др. являются примерами зерби-мугамов.
Азербайджанские композиторы использовали особенности жанра зерби-мугама в своих произведениях.